# Borský Mikuláš
Borský Mikuláš (Hongaars: Búrszentmiklós) is een Slowaakse gemeente in de regio Trnava, en maakt deel uit van het district Senica.
Borský Mikuláš telt 3.978 inwoners.